# Cyphogenia
Cyphogenia  (лат.) — род жесткокрылых из семейства чернотелок.

## Описание
Крупные жуки с длинными ногами. Передний край наличника с выемкой. Вершинный членик усиков длиннее других. Переднеспинка широко распластанными и загнутыми кверху боковыми краями, передние и задние углы заострённые. Вершинные членики лапок двулопастные, чем представители Cyphogenia отличаются от близкого рода Solskyia.

## Систематика
В составе рода 12 видов:
- Cyphogenia aurita (Pallas, 1781)
- Cyphogenia lucifuga (Adams, 1817)

## Распространение
Встречается Евразии.